# Giovanni Korte
Giovanni Korte (* 1. srpna 1993, Haag, Nizozemsko) je nizozemský fotbalový útočník, který v současné době hraje v klubu ADO Den Haag.

## Klubová kariéra
V profesionální kopané debutoval v nizozemském ADO Den Haag 12. května 2013 v utkání Eredivisie proti PEC Zwolle (porážka 2:4). V srpnu 2013 odešel hostovat do druholigového FC Dordrecht, se kterým vyválčil na konci sezony 2013/14 postup ze druhého místa tabulky do Eredivisie. Hostování mu bylo prodlouženo o další sezonu.